# 太古地產

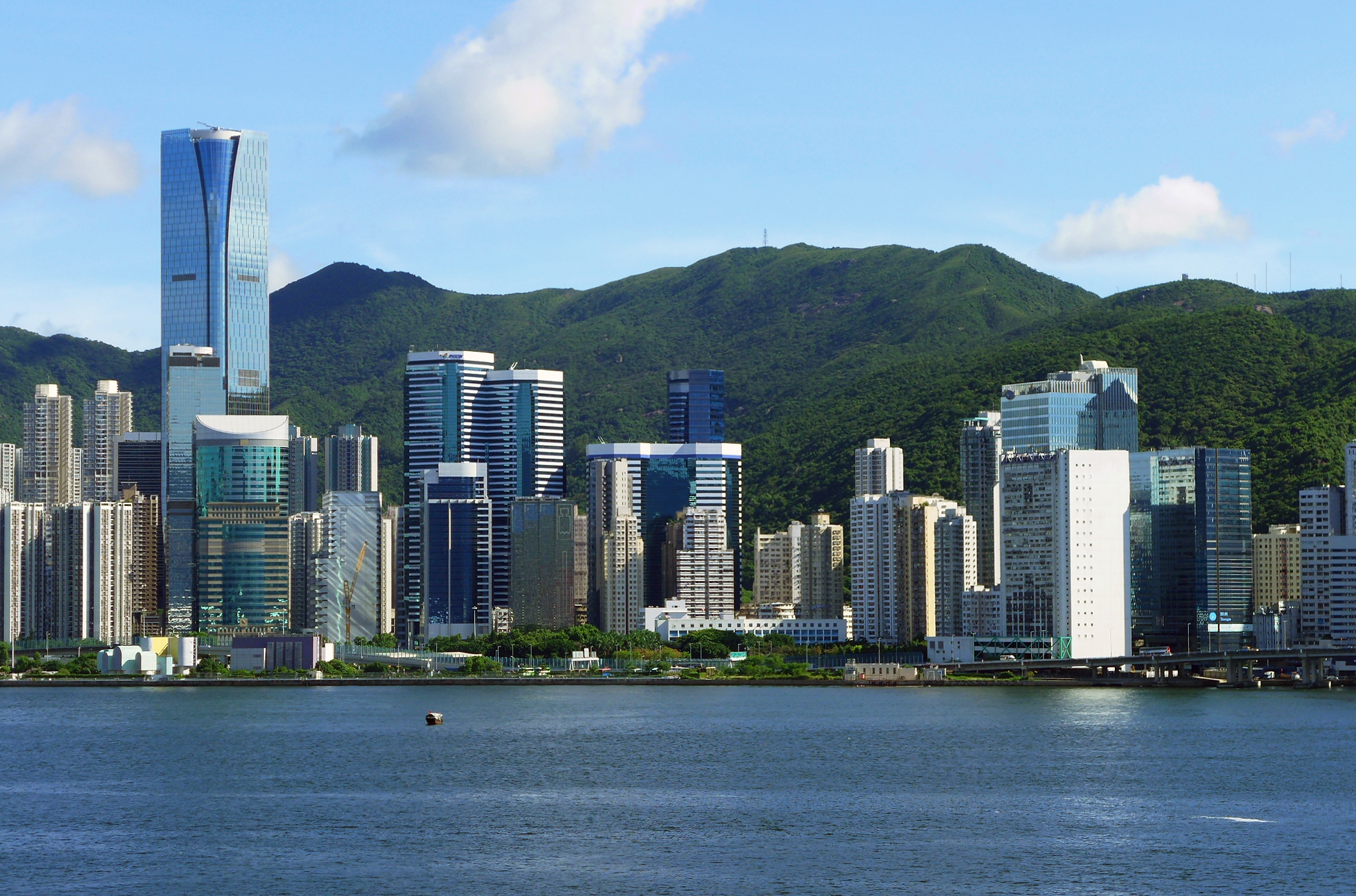
太古地產物業 - 太古坊

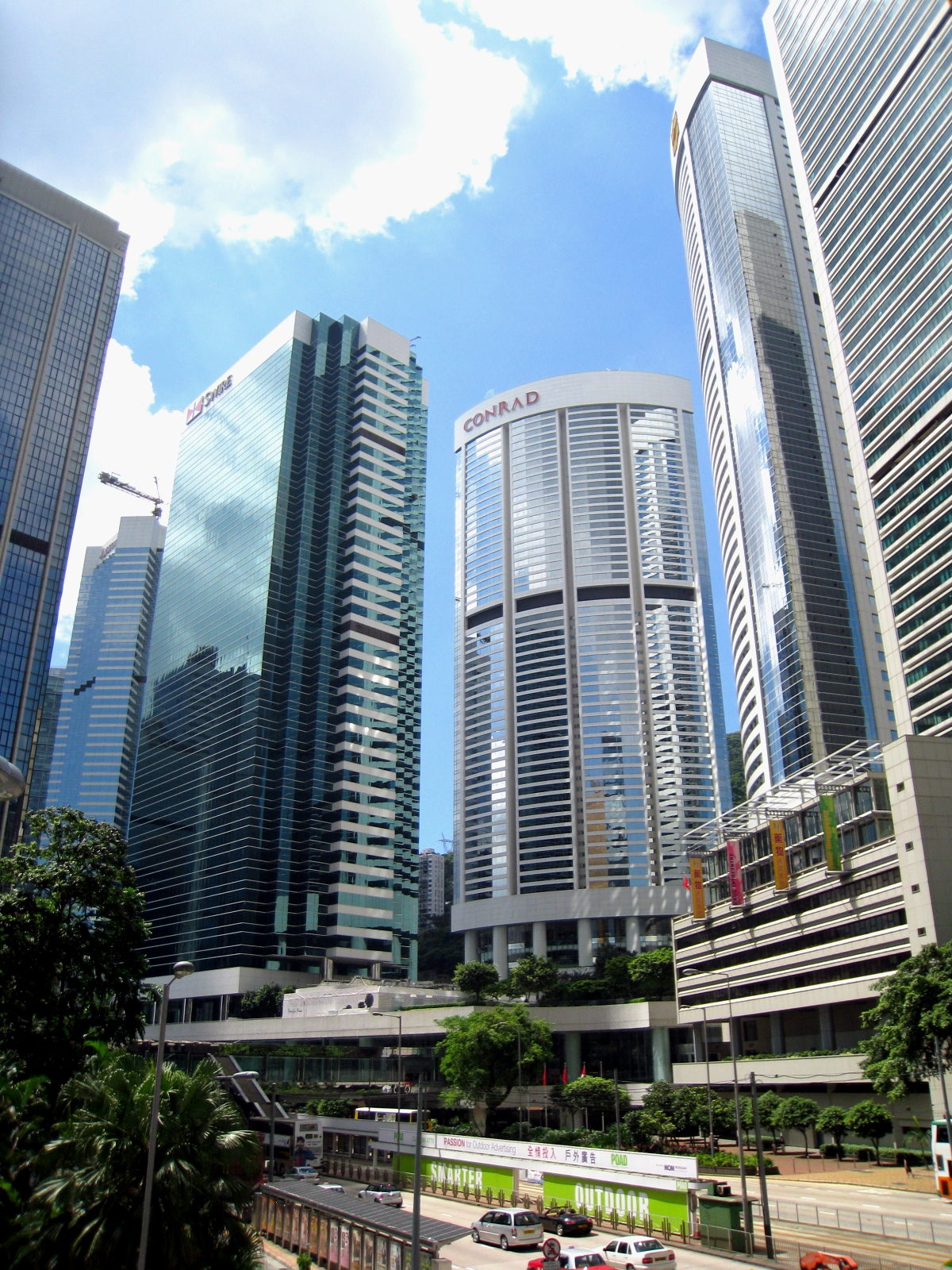
太古地產物業 - 太古廣場

太古地產有限公司（英語：Swire Properties Limited，港交所：1972），是香港活躍的地產發展商，是英資太古集團的子公司，發展過多個大型項目，包括太古城、太古廣場及太古坊等。
太古地產於1972年在香港成立，於香港、中國內地、新加坡及美國均有投資，2012年在香港聯合交易所主板上市。

## 公司歷史
太古地產於1972年在香港成立，1977年6月首次在香港聯交所上市。1984年1月16日至7月5日間曾經成為恒生指數成份股。太古公司透過協議計劃，於1984年7月收購太古地產餘下的權益。太古地產成為太古公司的全資附屬公司。

## 重要項目
2013年11月6月香港地政總署公布九龍九龍灣宏照道與臨利街交界的新九龍內地段第6312號的商業用地，以二十六億三千八百萬元批予太古地產旗下Star Wing International Limited。地盤面積約為4297平方米，指定作非工業（不包括住宅、酒店、倉庫、加油站及院舍）用途，最低及最高的樓面面積分別為30940平方米及51564平方米。
2013年12月19日太古地產透過擁有五成股權的合資公司Marvel Glory Limited 與中信泰富有限公司達成協議，購入其全資附屬公司超儀公司，該公司間接擁有鰂魚涌華蘭路25號大昌行商業中心。此項交易涉資港幣39億元，總樓面面積約389,000平方呎，呎價約10,025元，預計將於2014年1月15日完成。
買方由牽頭的太古地產出資五成，嘉里建設（683）母公司嘉里控股，及榮智健私人持有的隆源企業分別佔三成和兩成
2014年1月26日太古地產其下全資附屬太古地產中國、中信房地產及大連港置地日前簽訂框架協議，擬透過一家由太古地產預計持有五成股權的合資公司，於遼寧省大連市大連港發展一個項目。項目所在的地皮位於大連市中山區的核心商業區人民路，可直接連接大連地鐵2號線。太古地產指如合資公司得以成立，建議將該等地皮發展為總樓面面積預計約29.5萬平方米、由購物商場及公寓組成的綜合發展項目。
2014年2月，太古地產擁有50%的權益之公司所持有位於香港仔黃竹坑道8-10號的一幅工業用地，獲政府同意進行修訂土地契約，允許轉為商業用途。該用地計劃發展為一座辦公樓，總樓面面積約為382,500平方呎。
2014年3月1日太古地產（01972）與香港特別行政區政府（由財政司司長法團為代表）簽訂協議，以5.37億元現金及太古城中心3期10層，總樓面約20.5萬平方呎，交換特區政府持有的康和大廈7至14樓、1樓A室，和1樓F1及F2號上落貨車位合共8層樓面，相當於約18.7萬平方呎，為太古坊2B期重建掃除最後障礙。
2015年1月28日太古地產申請強拍灣仔皇后大道東46至56號的寶華大廈及毗鄰，晏頓街二至十二號以及蘭杜街1A至11號的兩幢舊樓，項目的總估值20.55億元。項目地盤面積約14400方呎，現時3組舊樓的高度由6層至14層，日後可以以地積比率約15倍重建，可建樓面約218000方呎。
2015年6月2日太古地產與中華汽車成立合資公司，以作價8.5億元有條件收購中巴一幅位於香港柴灣道391號柴灣內地段88號的地皮。太古地產擁有合資公司的八成實益權益；兩成實益權益由中巴持有。
2015年7月31日太古地產與上海前灘實業發展有限公司（其為上海陸家嘴金融貿易區開發股份有限公司（「陸家嘴公司」）的控股子公司）達成框架協議，雙方擬成立合資公司，在上海浦東新區前灘聯合發展一個零售項目，預計該項目總樓面面積約12.4萬平方米
2016年10月28日太古地產以65.28億元現金出售九龍灣宏照道與臨利街交界的新九龍內地段第6312號的商業用地100%權益予Lucky Melody Limited，成為九龍區歷來最大額商廈買賣。物業樓高25層，佔地達46,253平方呎，樓面面積555,035平方呎，呎價約1.17萬元，預期錄出售溢利11.7億港元
2017年10月31日太古地產獲法庭頒下強拍令灣仔皇后大道東46至56號的寶華大廈及毗鄰，晏頓街二至十二號以及蘭杜街1A至七號及九至十一號的兩幢舊樓，項目底價20.55億元。項目地盤面積約144000方呎，現時3組舊樓的高度由6層至14層，日後可以以地積比率約15倍重建，可建樓面約218000方呎。
2017年12月15日太古地產以底價20.55億元投得灣仔皇后大道東46至56號的寶華大廈及毗鄰，晏頓街1A至11號以及蘭杜街五至七號及九至十一號的兩幢舊樓
2018年2月2日太古地產或有關人士，向土地審裁處申請強拍鰂魚涌仁孚工業大廈和華廈工業大廈，該兩幢工廈地盤面積分別佔地24847方呎和27090方呎，項目估值逾28.27億港元和29.3億港元，太古地產或有關人士分別持有該兩幢工廈86.957%和81.603%業權，預計兩地盤合共可發展樓面面積逾78萬方呎，成為歷來最大宗非住宅的強拍申請個案。預計太古地產將能順利透過強拍條例統一業權。
2018年2月26日太古地產間接擁有的全資附屬公司譽都發展以13.49億人民幣收購上海前灘實業旗下上海前繡50%股權，合資公司將上海前繡在浦東新區前灘的土地發展成為零售項目，項目總樓面面將達125萬平方呎。
2018年6月19日太古地產以總代價150億港元，向恆力投資出售旗下鰂魚涌太古城中心第三及第四座之全數權益，以兩座物業總樓面約79萬平方呎計算，平均呎價約1.9萬元。
2018年10月10日太古地產和恒基兆業地產持有的鰂魚涌濱海街48至94號項目，地盤面積23342方呎，計劃以15倍地積比率向城規會申請重建成1幢樓高32層（包括4層地庫及2層平台）的商廈，其中，辦公室佔25層、每層約12,928方呎，共涉323,221方呎；零售樓面則設2層，合共涉26,910方呎；另外4層地庫為停車場，提供135個私家車車位及19個電單車車位
2018年10月23日據屋宇署8月份最新資料顯示太古地產和中華汽車共同持有的柴灣道391號前中巴柴灣車廠項目獲批建1幢41層高商住大樓，當中住宅樓面約255377方呎，另設32548方呎商業樓面。
2018年11月28日太古地產和恒基兆業地產申請強拍鰂魚涌英皇道983至987A及濱海街16至94號項目，地盤面積43,882方呎，計劃以15倍地積比率，興建兩幢32層高商業大樓，包括7層地庫，總樓面658,236方呎。當中21層作寫字樓用途，相關面積佔592,036方呎，餘下約66,200方呎為零售面積，現為包括瑞士樓的一列舊樓，項目的總估值26.5863億元，現持有約80.56%至96.88%業權
2018年12月24日據屋宇署10月份最新資料顯示太古地產和中華汽車共同持有的柴灣道391號前中巴柴灣車廠項目，連同毗鄰政府用地，獲准興建兩幢分別36至38層高的商住物業，均設3層基座及兩層地庫，總住宅樓面涉及436,894平方呎，非住宅部分則約1,999平方呎。
2018年12月18日太古地產公布，將於明年9月5日終止其第一級美國預託證券（ADR）計劃。
2019年5月22日太古地產及中華汽車以47.5億元出售雙方各持50%權益的北角英皇道625號商廈給基匯資本。
2019年10月28日嘉里建設、太古地產及信和置業合組財團WCH Property Development Company Limited 以固定分紅比率25%，補地價67.5774億港元成功投得黃竹坑站第4期純住宅項目，以可建樓面面積638305平方呎計，每平方呎補地價10587元，由2幢住宅樓宇組成，共提供800伙中大型單位，預計2025年落成。
2020年1月17日據屋宇署11月份最新資料顯示太古地產持有的灣仔皇后大道東46至56號寶華大廈、蘭杜街1至11號，及晏頓街2至12號，獲批建1幢28層高（在4層地庫之上）的商廈，涉及214,690平方呎樓面
2020年11月9日，太古地產以98.45億港元（12.698億美元）出售太古城中心第一座全幢，買方為基匯資本旗下Rocha Land Limited及Schroder Pamfleet在內的財團。
2020年12月18日太古地產和遠洋集團附屬公司投得北京市朝陽區將台鄉酒仙橋路駝房營村之物業，该用地佔地面積共78298.68平方米将作為頤堤港擴建部分，該擴建部分包括一座購物商場、多座辦公樓和一家酒店，總建築面積約39.355萬平方米（不包括停车场），太古地產持有該擴建項目35%的權益
2021年7月21日太古地產與上海靜安置業集團合資成立管理公司，以管理合作形式參與張園保護性開發項目，共同保育及活化上海張園歷史建築群，將其重塑為上海市中心別具一格的國際級文化商業新地標。太古地產和靜安置業集團將分別持有該合資公司60%及40%的權益，項目將打造國際級創新文化場所、高端辦公空間、特色住宅公寓、一家精品酒店及一系列特色餐廳，其中地上樓面面積6457840平方呎，而地下空間的總樓面面積則為753480平方呎，當中197000平方呎的地下空間將作商業用途，建築群包括四十三組約一百七十幢兩層或三層高的石庫門建築，建築群將連接三條地鐵路線及興業太古滙
2021年9月29日太古地產和中華汽車有限公司組成之合資公司與香港特區政府達成換地協議，太古以每呎補地價約6542元和交回位於香港柴灣柴灣道391號地段換取柴灣內地段第178號地段，該重批地段總地盤面積約為9000平方米，項目包括三座住宅大樓及零售空間，總樓面面積約69.4萬平方呎，合共提供800個住宅單位
2021年10月8日太古地產與廣州珠江實業集團簽署合作意向，計劃在廣州市荔灣區聚龍灣片區發展「珠江太古商業項目」。
2022年3月，太古地產購入東薈城發展項目額外6.67%權益。因此，太古地產於東薈城發展項目所持的權益由20%增至26.67%。
2022年3月11日太古地產成功併購仁孚大廈 購入最後兩伙統一全數業權，集齊該廈全數業權，不用再透過強拍作重建發展
2022年5月18日據屋宇署3月份最新資料顯示太古地產和恒基兆業地產持有的鰂魚涌濱海街16至94號及英皇道983至987A號舊樓，項目獲屋宇署批建2幢28層高（另設3層平台及2層地庫）的商住大廈，並設有住戶康樂設施，項目涉及的住用總樓面約368344平方呎，而非住用樓面則涉約72354平方呎
2022年6月24日太古地產或有關人士向土地審裁處申請強拍鰂魚涌海灣街9至29（單號）海灣大廈、海灣街31至39（單號）和糖廠街33至41號（單號）的海傍大廈，該兩幢總地盤面積約20060.28平方呎,太古地產現持有介乎87.5%至93.64%的業權，若循強制售賣成功投得該用地,計劃重建作辦公樓及其他商業用途，上述項目重建後的總樓面涉約30.09萬平方呎。
2022年9月22日太古地产与上海陆家嘴集团签署上海前灘國際商務區前滩21号地块的合作意向书，该地块分为南（前滩21-03地块）、北（前滩21-02地块）两块，总建筑面积超过60万平方米，由两栋超高层办公楼、四栋超高层住宅以及一个大型商业组成
2022年9月28日太古地產以10.8億元出售位於青衣清甜街8至12號香港聯集貨運全幢工廈給新加坡基金普洛斯，物業為一幢樓高5層工廈，佔地約7.4萬平方呎，總樓面面積約186,000平方呎，呎價約5806元，目前租户为物流供应商德鐵信可，根据现有租约，该仓库的租金收益每月约为300万港元，太古持有該地段4至12號，涉及3幢工廈
2022年10月24日太古地產與中國中免旗下子公司中免投资发展有限公司成立各佔五成股權的合資公司三亚中免棠畔投资，合作發展位於三亞海棠區三亞國際免稅城三期地皮的海棠灣國家海岸中心地帶的零售項目，項目總佔地面積約20萬平方米，預計於2024年起分階段落成
2024年6月8日遠洋集團出售持有的頤堤港二期64.79%的股權及相關債權給中國人壽、太古地產，交易完成後，中國人壽與太古持有同等比例的股權，遠洋集團則不再擁有目標公司任何權益。
2024年8月，廣州太古滙經公開拍賣成功投得與其購物商場相連的天河路387號101房（广州文化中心），該用地的總樓面面積約六十五萬五千平方呎，將翻新成為高尚零售項目廣州太古滙的新增部分。翻新工程預計於2026年完成。太古地產持有此物業百分之九十七權益
2024年11月1日，太古地产宣布，位于北京市朝阳区的商业项目颐堤港将在二期扩建部分落成后，启用全新的名字“北京太古坊”，这也标志着“太古坊”品牌首次在中国内地落地。二期项目计划于2026年底起分阶段开业，为北京市场再增一座开放式商业街区。
2025年6月27日，太古地产以5.49億美元(約42.8億港元)出售位於佛羅里達州邁阿密布里克爾金融區的Brickell City Centre商場、車位、若干共用設施的權益，以及Brickell City Centre商場毗鄰土地给西蒙地產集團 (Simon Property Group)

## 主要物業組合

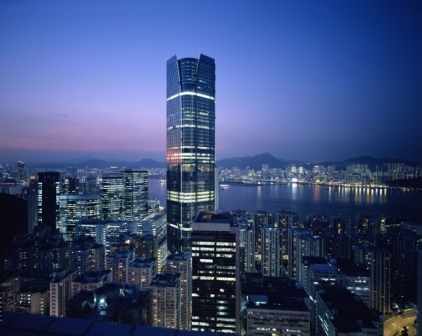
港島東中心（香港）

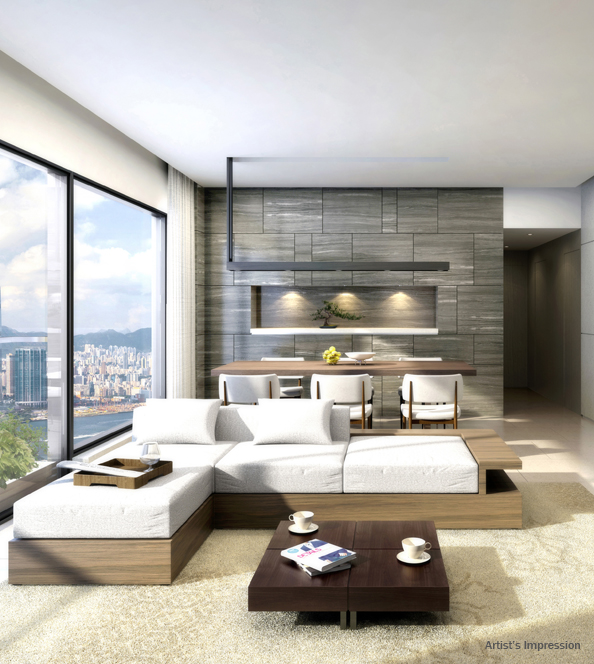
蔚然（香港）

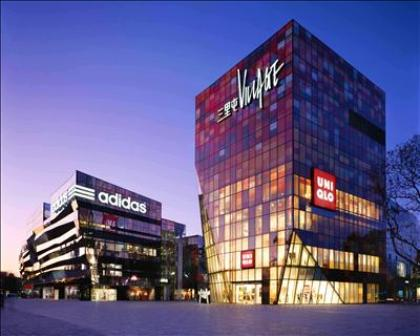
北京三里屯太古里

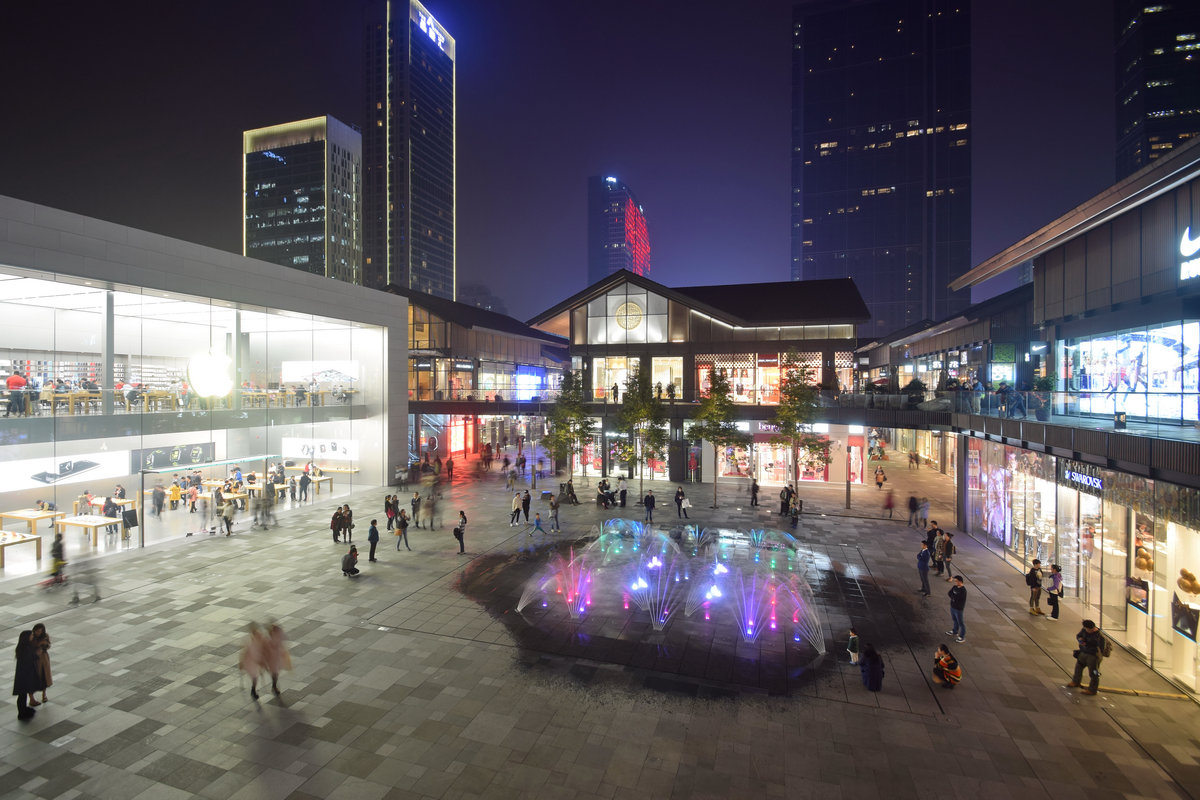
成都遠洋太古里

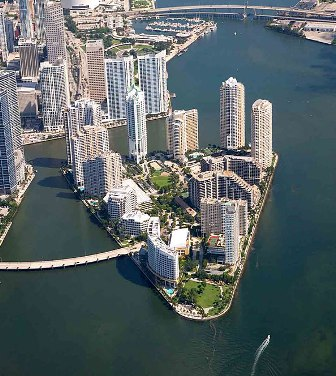
碧琪箕（美國）

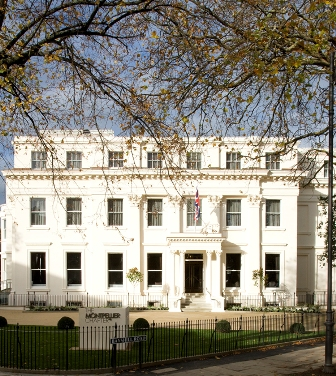
查頓漢The Montpellier Chapter（英國）

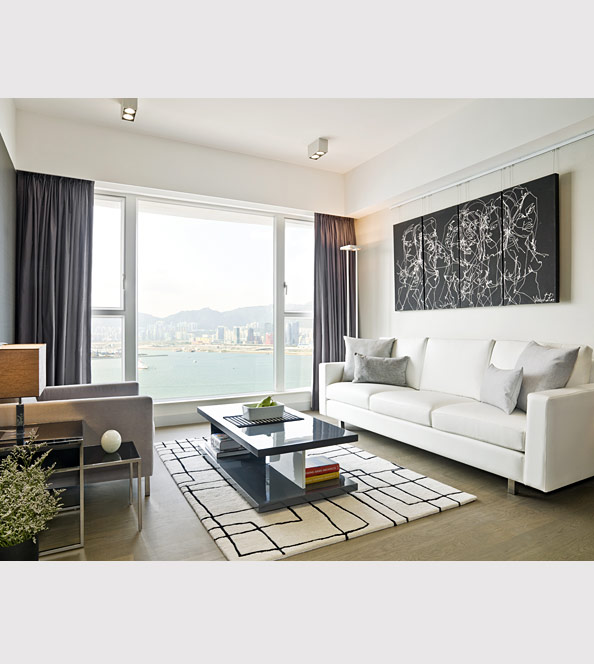
港濤軒（香港）

### 香港商業項目
- 太古廣場
- 太古坊
- 太古城中心
- 東薈城佔26.67%股權
- 英皇道625號已出售
- 軒尼詩道28號
- 忠利集團大廈
- 栢克大廈佔50%
- 港島東中心
- 黃竹坑South Island Place50%，總樓面面積381878平方呎

### 中國內地商業項目
- 北京三里屯太古里100%
  - 三里屯太古里西區（朝陽區工體北路58號雅秀大廈；整租、經營權）
  - 三里屯太古里北區（朝陽區新東路2號的北京公交集團維修場站）
- 北京太古坊50%
  - 太古坊二期49.895%
- 廣州太古滙97%
  - 廣州文化中心（天河區天河路387號101房）
  - 廣州匯坊（天河區天河東路75號；整租、經營權）
- 廣州聚龍灣太古里50%
- 成都太古里100%
- 上海興業太古匯50%
- 上海前灘太古里50%
- 上海張園60%
- 上海陸家嘴太古源40%
- 上海前灘21號綜合發展項目40%
- 西安太古里70%
- 三亞太古里50%

### 美國住宅項目
- ASIA
- Brickell Key One
- Carbonell
- Courts Brickell Key
- Courvoisier Courts
- Jade Residences
- One Tequesta Point
- Two Tequesta Point
- Three Tequesta Point
- 邁亞密Brickell CitiCentre：項目是目前邁亞密市內最大的單一發展項目，項目建築面積 289.1萬平方呎，將提供零售、寫字樓、酒店及酒店式公寓，預計 2018年完工
- 碧琪箕Courvoisier Centre I & II

### 酒店項目
- 奕居
- 東隅酒店
- 逸泰居
- 邁阿密文華東方酒店75%
- 邁阿密東隅酒店
- 港島香格里拉大酒店20%
- 香港JW萬豪酒店20%
- 香港港麗酒店20%
- 東涌諾富特東薈城酒店26.67%
- The Silveri MGallery by Sofitel
- 北京瑜舍
- 北京東隅酒店
- 上海素凱泰酒店
- 上海鏞舍
- 廣州文華東方酒店
- 成都博舍
- 深圳居舍
- 西安居舍

### 美國商業項目
- Brickell CitiCentre
- One Brickell City Centre，樓高80層，為集零售、辦公樓、酒店及住宅於一座大樓的綜合發展項目，計劃於2018年開始施工
- 羅德岱堡物業

## 香港物業
參見：太古地產昔日發展項目
- 甘道3號
- 施勳道26號
- 金馬麟山道5號，准建兩幢設有地庫、樓高兩層的洋房，總樓面約10,589平方呎
- 七重天大廈加列山道38號
- 深水灣道6號Rocky Bank
- 深水灣香島道36號B屋
- 雍翠豪園
- 綠悠軒
- 太古城
- 雅賓利大廈
- 星域軒
- 雍景臺
- 海峰園
- 畢架山花園
- 又一村花園
- 華蘭花園
- 逸意居
- 蕙逸居
- 逸濤灣
- 逸樺園
- 鯉景灣
- 惠安苑
- 柏蕙苑
- 港運城
- 港濤軒
- 維景灣畔
- 東堤灣畔
- 海堤灣畔
- 大嶼山長沙Green Jade
- 5 Star Street星街5號
- EIGHT STAR STREET灣仔永豐街21至31號
- 蔚然西摩道2A號，樓高43層，提供126個單位
- 珒然西摩道63號 ，樓高31層，提供30個單位
- 瀚然西摩道33號，樓高48層，提供128個單位
- 殷然堅道100號，樓高50層，提供197個單位
- 傲璇Opus Hong Kong 司徒拔道53號
- MOUNT PARKER RESIDENCES西灣臺1號
- Dunbarplace登巴道23號
- 太古坊栢舍
- 灣仔STAR STUDIOSI及II，灣仔永豪閣、永豐大廈翻新成住宅項目，提供120個出租單位
- 港島南岸第4期海盈山
- 灣仔皇后大道東269號地皮呂祺教育服務中心，地盤面積約13,203平方呎，最高可建樓面約116,189平方呎
- 柴灣常安街99號，海德園（The Headland Residences）

## 香港重建項目資料
- 中西區及南區
  - 衛城道14至16號 及 西摩道25A至35號，將發展為樓高47層的住宅[6]
  - 衛城道18至22A號 及 堅道 92至102號，將發展為樓高45層的住宅[6]
    - 堅道94號，以1.38億元購入，佔地2991平方呎
    - 堅道96號，以1.29億元購入，佔地約3000平方呎[7]
    - 堅道98號，以1.38億元購入，佔地2000平方呎
    - 堅道100與102號

  - 堅道92、92A、94、96、98、100及衛城道18至22號項目，已重建为殷然，樓高50層，提供197個單位，總樓面195533平方呎。
  - 衛城道23、25、27、29號
  - 衛城坊4至4A、6及6A號
  - 西摩道51至53號堅道140至142A號（即珒然Argenta），以9427萬元購入，佔地7975平方呎，則發展為一幢37層高住宅，總樓面7.58萬方呎。[8]
  - 薄扶林內地段第8842號長者屋項目
  - 太古地產持有50%權益的黃竹坑道8至10號工業用地，於2014年初亦完成了近10.7億元補地價，項目將會興建1幢寫字樓，總可建樓面面積約38.25萬平方呎。
- 灣仔
  - 灣仔永豪閣及永豐大廈，重建為1幢連地庫及隔火層共 27層高、附有零售樓面的商廈，總樓面達11.86萬方呎
    - 12樓A室，建築面積461方呎，售價645.4萬元，平均呎價1.4萬元，買家Super Gear Investment Limited
    - 12樓C室，建築面積331方呎，售價331萬元，平均呎價1萬元，買家Super Gear Investment Limited [9]

  - 灣仔皇后大道東29-31號樂滿大廈1樓、2樓及3樓平台
  - 灣仔皇后大道東12-22號東曦大廈地下A單位、1樓A單位及地庫
  - 灣仔永豐街1號地下
  - 灣仔星街7號永星苑低座地下及閣樓
  - 灣仔星街3號地下及星街5號之天台招牌位置
  - 灣仔蘭杜街一至三號
  - 灣仔晏頓街2至12號；蘭杜街5至11號、晏頓街2A、和蘭杜街1A及皇后大道東46至56號寶華大廈，地盤面積約12782方呎，
- 港島東
  - 鰂魚涌西灣臺1-10號重建項目佔地約28,500平方呎，80%權益樓面積15.2萬方呎，發展成本14.5億元，平均呎價成本9,556元   已重建為Mount Parker Residences2013年12月2日入伙
  - 鰂魚涌海灣大廈、海傍大廈、華源新樓、三個地盤合共可重建24,750方呎（現時三幢大廈共涉住宅單位數目285伙，地鋪37個）[10]
  - 鰂魚涌華廈工業大廈持有81.603%業權，地盤面積27090方呎，可建樓面約40萬方呎
  - 鰂魚涌仁孚工業大廈持有86.957%業權，地盤面積24847方呎，可建樓面約37萬方呎
  - 鰂魚涌英皇道983至987A及濱海街16至94號，地盤面積43,882方呎，總樓面658236方呎
  - 鰂魚涌海灣街31至41號及糖廠街29號至41號的海傍新樓地下14間商鋪
  - 鰂魚涌海灣街17、19及21號海灣大廈地下三個單位
  - 鰂魚涌海光街13/15號海光苑地下14A號商鋪
  - 鰂魚涌海光街28號太豐樓，買家Sunshine Sail Global Ltd，由恒基夥拍太古收購，地盤面積約3939方呎，
  - 鰂魚涌英皇道963至967號、海康街12至26號及海光街2至24號多寶樓，由恒基夥拍太古收購，地盤面積約28000方呎，
  - 鰂魚涌惠安苑地下低層SLG3、SLG4、SLG5、SLG8、SLG9及SLG10號商鋪
  - 鰂魚涌船塢里10至12號長華工業大廈
  - 鰂魚涌華蘭中心地下1號室，12395方呎，以2.55億元售予海外註冊公司港都有限公司，呎價達2.06萬元。該地廠現租予大昌行（1828）作為汽車售後服務門市，月租約40萬元，回報低見1.9厘。華蘭中心地下共有三個地廠，餘下的2及3號室，面積共17248方呎，由太古相關人士在07年購入，當時成交價僅3680萬元，呎價2134元，現以46萬元租予Fusion超級市場
  - 柴灣中巴車廠項目，已批准該土地重建為由3幢附有商舖的住宅大廈、有蓋公共車輛總站及公眾休憩用地所組成的住宅及商業綜合項目之規劃。預計該建議發展項目之總樓面面積將達約69.2萬平方呎
- 九龍
  - 九龍九龍灣宏照道與臨利街交界的新九龍內地段第6312號的商業用地
  - 油塘海旁地段第5、35、36 地段及37號及油塘海旁地段其第22號及其增批部分B分段，地皮面積約85,493平方呎（7,942.49平方米）油塘灣綜合發展項目（20%）
  - 2010年3月25日太古地產與房地產基金公司IP PROPERTYFUNDS ASIA LTD簽訂協議，向有關基金公司收購九龍亞皆老街146至148號五成權益，可重建樓面面積為8.85萬平方呎 [11]
  - 大角嘴福澤街24、26、28及30號之舊式商住物業，太古或有關人士已成功收購14伙，暫為該物業目前最大的業主。
- 離島
  - 2013年3月13日太古地產與恆隆地產、恆基地產、新世界發展、新鴻基地產（各佔20%股權）持有的 Newfoundworld Site 2 (Retail) Limited以23.28億元奪得東涌市地段第11號：東涌達東路與美東街交界，已發展為東薈城二期。